# São Félix de Minas
São Félix de Minas est une municipalité brésilienne de l'État du Minas Gerais et la microrégion de Mantena.